# 4968 Suzamur
4968 Suzamur è un asteroide della fascia principale. Scoperto nel 1986, presenta un'orbita caratterizzata da un semiasse maggiore pari a 2,5243705 UA e da un'eccentricità di 0,1119010, inclinata di 5,41887° rispetto all'eclittica.